# Грищенко Олександр Сергійович
Олекса́ндр Сергі́йович Гри́щенко — солдат Збройних сил України, учасник російсько-української війни, що відзначився під час російського вторгнення в Україну в 2022 році. Повний кавалер ордена «За мужність».

## Нагороди
- орден «За мужність» I ступеня (2022) — За особисту мужність і самовіддані дії, виявлені у захисті державного суверенітету та територіальної цілісності України, вірність військовій присязі.
- орден «За мужність» II ступеня (2018) — За значний особистий внесок у державне будівництво, соціально-економічний, науково-технічний, культурно-освітній розвиток Української держави,   вагомі трудові досягнення, багаторічну сумлінну працю.[1]
- орден «За мужність» III ступеня (2014) — За особисту мужність і героїзм, виявлені у захисті державного суверенітету та територіальної цілісності України.